# Fest-noz

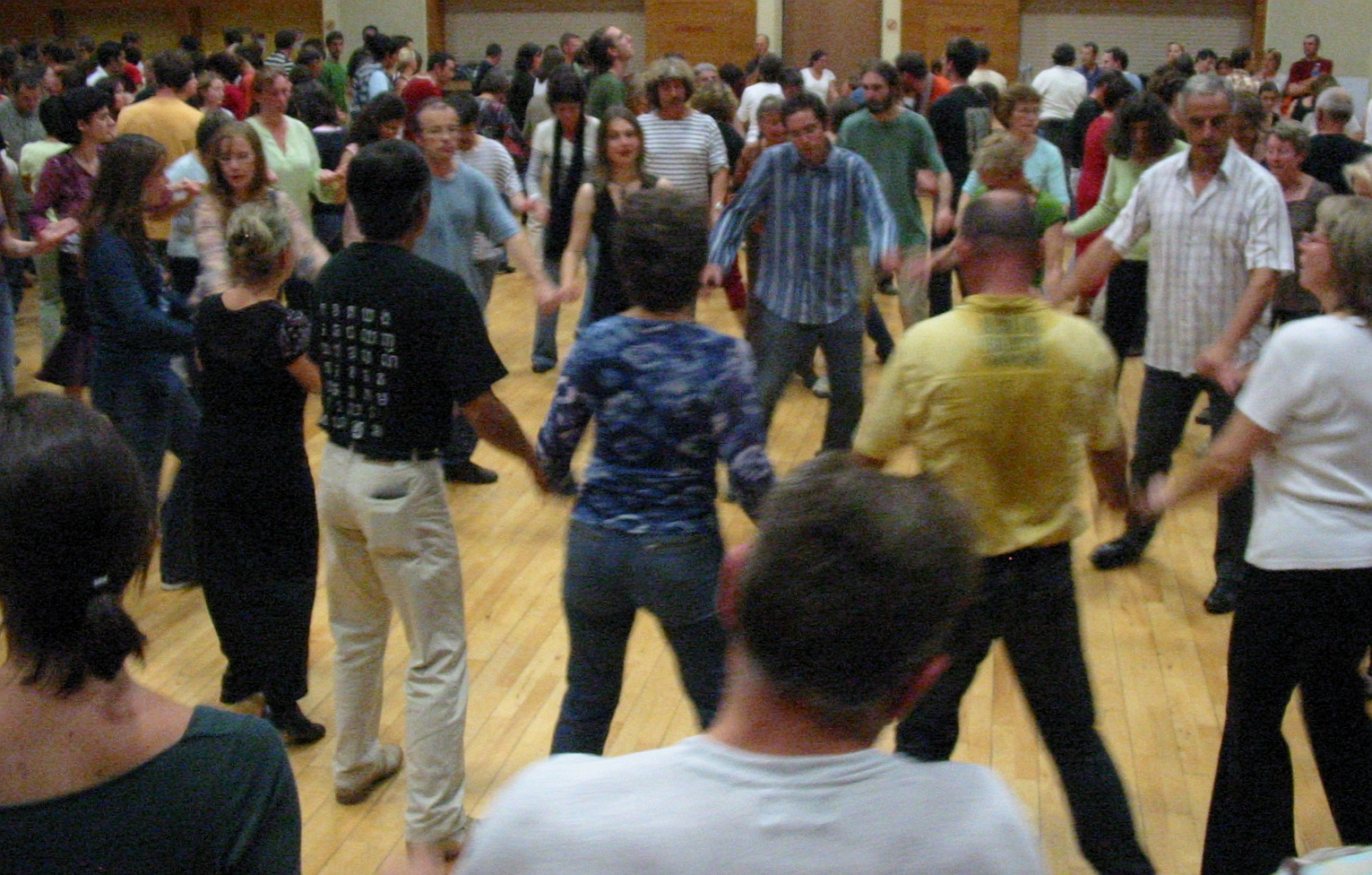
Fest noz a la Festa Mill Góll a Pays Gallo 2007

Fest-noz (plural Festoù-noz) és una festa tradicional de Bretanya, essencialment composta de balls i cants, i que ha esdevingut manifestació important de suport a la cultura tradicional. Està reconeguda des de l'any 2012 com Patrimoni cultural immaterial de la Humanitat per la Unesco.
Antigament, molts dels seus balls tenien com a finalitat picar amb els esclops a terra per tal de fer un sòl argilós per a construir una casa, per a flagelar el blat (un cop de flagel es diu c'hwistad ar ar freihl) i on es reunien veïns i amics per tal d'accelerar el treball. L'Església llavors va prohibir la dansa «kof-a-kof» (ventre a ventre, és a dir, les danses en parelles). Les celebracions eren una oportunitat per als joves de conèixer i avaluar socialment, gràcies als hàbits i a la resistència a la fatiga, una mateixa dansa durant molt de temps amb altres més complexes i ràpides que requerien esforç i tècnica.
Avui en dia, els ballarins busquen sobretot el plaer de dansar en grup per a compartir un moment privilegiat tots plegats. Molts parlen d'una certa osmosi i, a vegades, d'estats de trànsit assolits a través de la música i l'esforç físic. En cert sentit, participar en un fest-noz d'altura (com sovint les organitzades a les rodalies de les grans ciutats Bretanya) semblen una sortida a un club nocturn.

## Les danses
Hi ha centenars de danses tradicionals, les més conegudes de les quals són les gavottes, l'an dro, l'hanter dro, el plinn i la scottish. A una fest-noz s'hi practica les danses en cadena o en cercle (tothom agafar de la mà), les danses en parelles, i les danses «coreografiades», és a dir, les danses amb elements artístics ben definits (encadenaments, figures, etc.).

## La música
La música que es pot escoltar en aquestes festes és de tres tipus: el cant a cappella (kan ha diskan), o música purament instrumental. Abans de la invenció dels micròfons i d'instruments amplificats, els més utilitzats van ser la bombarda i la gaita bretona (biniou kozh), a causa de la seva puresa sonora. També hi havia l'acordió diatònic, el clarinet, més rarament el violí. Després de la Segona Guerra Mundial, la gaita escocesa (i biniou braz) estava molt estesa a la Bretanya gràcies als bagadoù i amb freqüència prenia el lloc del biniou-kozh. El clarinet simplificat (treujenn-gaol) havia gairebé desaparegut, però es va beneficiar d'un interès renovat en els últims anys.
Més enllà dels instruments tradicionals, hi ha grups amb tendències molt diferents, des del rock, el jazz (Diwall, Skeduz, Roll ma Yar…) al punk passant per les mescles de tots els països. Fa temps que han estat adoptats els instruments de corda (violí, contrabaix, guitarra acústica, guitarra elèctrica, baix) i de percussió nord-africans. En diversos graus, alguns grups de Fest-noz utilitzen teclats electrònics i sintetitzadors (Strobinell, Sonerien Du, Les Baragouineurs, Plantec ...). Els coures són cada vegada més emergents, que sovint comporten una sonoritat similar a la música d'Europa Oriental.

## Desenvolupament
No hi ha cap norma, per descomptat, però hom pot assenyalar l'existència regular d'"escena oberta" abans de l'arribada d'un famós grup, l'etapa està disponible per a qualsevol músic, cantant o grup de voluntaris ... i, sovint, els que ballen al final de la festa són els més reclamats. Entre grup i grup es fan pauses breus per permetre de menjar als ballarins, generalment a base de creps i galetes, embotits, kouign amann i beure sidra, cervesa o chouchen.